# Lago Meullín
El lago Meullín es un lago ubicado en la Región de Aysén.
Su nombre es escrito a veces Mallín a veces Meillín. 

## Ubicación y descripción
Niemeyer lo llama Mallín y lo considera más bien una laguna de aguas poco profundas casi unidas a las del lago Yulton. Recibe en su noroeste las aguas del río Macá y más al norte las de un río sin nombre que desagua casi junto al Macá.
El inventario público de lagos de Chile lo consigna bajo el nombre lago Meullín bajo en código 11170092-3, con una altitud de 465 msnm y un espejo de agua de 9 km².

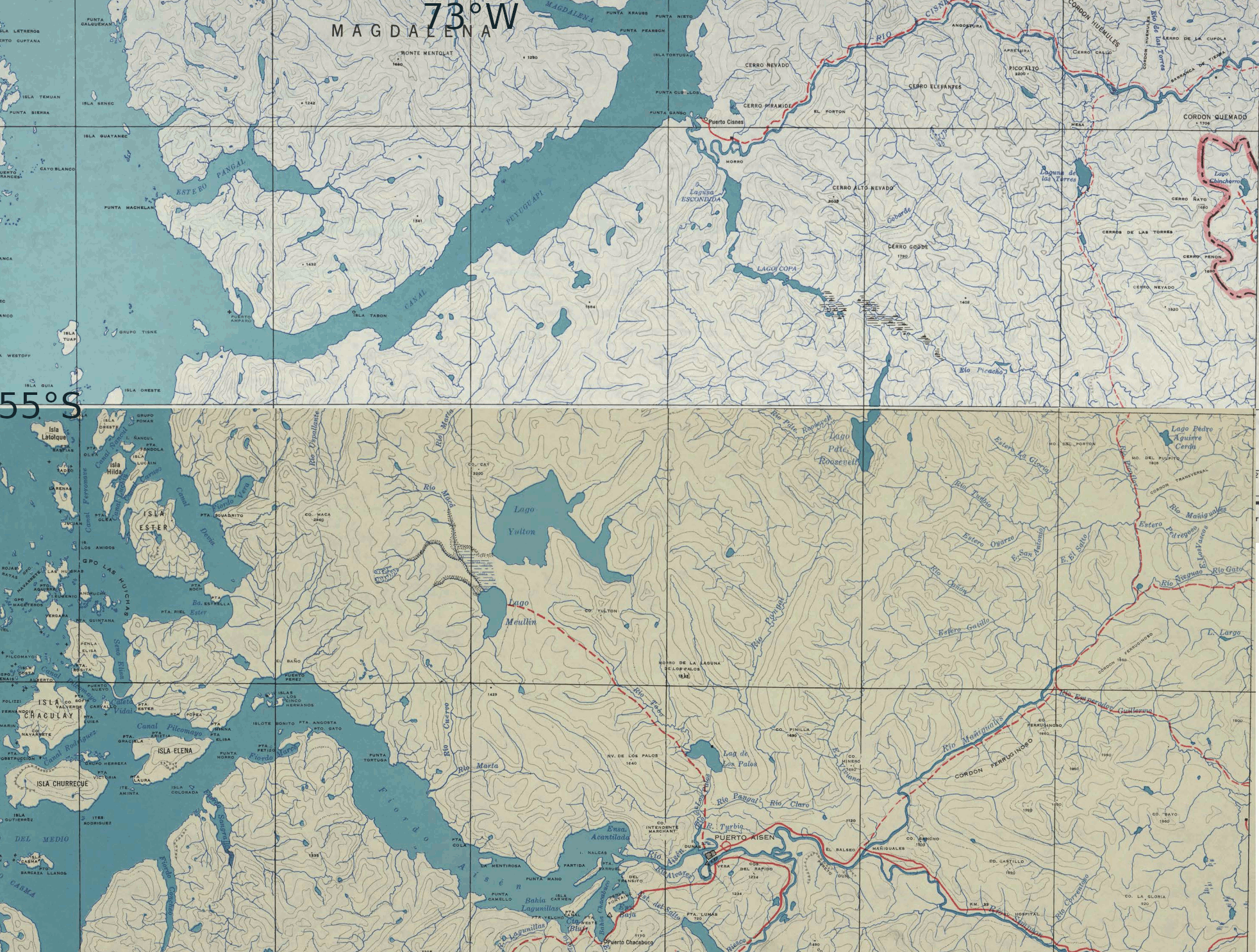
Interfluvio inferior entre el río Cisnes y el río Aysén.

## Población, economía y ecología
Una parte de la cuenca del río Cuervo fue declarada santuario de la naturaleza Meullín-Puye.